# IRAC J142950.8+333011
IRAC J142950.8+333011 ist ein Brauner Zwerg der Spektralklasse T4,5 an im Sternbild Bootes. Die photometrische Entfernungsabschätzung liegt bei grob 30 bis 40 Parsec. Das Objekt wurde durch Analyse der Daten des Spitzer-Weltraumteleskops im mittleren Infrarot als T-Zwerg identifiziert (Stern et al., 2007). Seine Position verschiebt sich aufgrund seiner Eigenbewegung jährlich um 0,1 Bogensekunden.